# Lorenzo Buffon
Lorenzo Buffon (* 19. prosinec 1929 Majano, Italské království) je bývalý italský fotbalový brankář. Je druhým bratrancem dědečka Gianluigi Buffona.
Velký fotbal začal hrát v roce 1949 v Miláně, když přišel z Portogruara. Za Rossoneri nastoupil do 11 sezon a postavil se do 275 utkání v lize. Celkem získal čtyři tituly v lize (1950/51, 1954/55, 1956/57, 1958/59) a jednou byl i ve finále poháru PMEZ 1957/58, kde podlehl Realu. V roce 1959 odešel do Janova na hostování. Po třech měsících se vrátil do Milána, ale k rivalovi Interu. Tady odehrál tři sezony. V sezoně 1962/63 získal svůj poslední a celkem pátý titul v lize. Po vítězné sezoně odešel na jednu sezonu do Fiorentiny. Jenže skvěle chytající Albertosi jej pustil jen do jednoho utkání. Kariéru ukončil v roce 1965 v dresu
Ivrea.
Za reprezentaci odchytal 15 utkání. Zúčastnil se MS 1962 a odchytal v ní dva zápasy v roli kapitána.

## Hráčská statistika
| Sezóna  | Klub       | Liga    | Liga   | Liga       | Ligové poháry | Ligové poháry | Ligové poháry | Kontinentální poháry | Kontinentální poháry | Kontinentální poháry | Celkem | Celkem |
| Sezóna  | Klub       | Soutěž  | Zápasy | Obdr. Góly | Soutěž        | Zápasy        | Góly          | Soutěž               | Zápasy               | Góly                 | Zápasy | Góly   |
| ------- | ---------- | ------- | ------ | ---------- | ------------- | ------------- | ------------- | -------------------- | -------------------- | -------------------- | ------ | ------ |
| 1949/50 | Milán      | Serie A | 19     | -22        | -             | 0             | -0            | -                    | 0                    | -0                   | 19     | -22    |
| 1950/51 | Milán      | Serie A | 37     | -38        | -             | 0             | -0            | -                    | 0                    | -0                   | 37     | -38    |
| 1951/52 | Milán      | Serie A | 26     | -29        | -             | 0             | -0            | -                    | 0                    | -0                   | 26     | -29    |
| 1952/53 | Milán      | Serie A | 33     | -34        | -             | 0             | -0            | -                    | 0                    | -0                   | 33     | -34    |
| 1953/54 | Milán      | Serie A | 31     | -36        | -             | 0             | -0            | -                    | 0                    | -0                   | 31     | -36    |
| 1954/55 | Milán      | Serie A | 32     | -31        | -             | 0             | -0            | -                    | 0                    | -0                   | 32     | -31    |
| 1955/56 | Milán      | Serie A | 33     | -45        | -             | 0             | -0            | PMEZ                 | 5                    | -12                  | 38     | -57    |
| 1956/57 | Milán      | Serie A | 17     | -22        | -             | 0             | -0            | -                    | 0                    | -0                   | 17     | -22    |
| 1957/58 | Milán      | Serie A | 22     | -34        | IP            | 3             | -2            | PMEZ                 | 7                    | -10                  | 32     | -46    |
| 1958/59 | Milán      | Serie A | 25     | -21        | IP            | 1             | -4            | -                    | 0                    | -0                   | 26     | -25    |
| 1959    | Milán      | Serie A | 0      | -0         | IP            | 1             | -1            | PMEZ                 | 0                    | -0                   | 1      | -1     |
| 1959/60 | Janov      | Serie A | 20     | -26        | -             | 0             | -0            | -                    | 0                    | -0                   | 20     | -26    |
| 1960/61 | Inter      | Serie A | 30     | -30        | IP            | 2             | -2            | Vel.P                | 5                    | -6                   | 37     | -38    |
| 1961/62 | Inter      | Serie A | 29     | -28        | IP            | 0             | -0            | Vel.P                | 3                    | -6                   | 32     | -34    |
| 1962/63 | Inter      | Serie A | 20     | -11        | IP            | 1             | -0            | -                    | 0                    | -0                   | 21     | -11    |
| 1963/64 | Fiorentina | Serie A | 1      | -2         | IP            | 0             | -0            | -                    | 0                    | -0                   | 1      | -2     |
| 1964/65 | Ivrea      | Serie C | 11     | -10        | -             | 0             | -0            | -                    | 0                    | -0                   | 11     | -10    |
| Celkově | Celkově    | Celkově | 386    | -419       | -             | 8             | -9            | -                    | 20                   | -34                  | 414    | -462   |

## Úspěchy

### Klubové
- 5× vítěz italské ligy (1950/51, 1954/55, 1956/57, 1958/59, 1962/63)

### Reprezentační
- 1× na MS (1962)
- 1× na MP (1955–1960)